# Fred Alexander
Frederick Beasley »Fred« Alexander, ameriški tenisač, * 14. avgust 1880, Sea Bright New Jersey, ZDA, † 3. marec 1969, Beverly Hills, Kalifornija, ZDA.
Fred Alexander je v posamični konkurenci leta 1908 osvojil Prvenstvo Avstralije, istega leta se je uvrstil tudi v finale Nacionalnega prvenstva ZDA. V konkurenci moških dvojic je petkrat osvojil Nacionalno prvenstvo ZDA, v letih 1907, 1908, 1909, 1910 in 1917, še petkrat se je uvrstil v finale, leta 1908 je osvojil še Prvenstvo Avstralije. Leta 1908 je bil član ameriške reprezentance v tekmovanju International Lawn Tennis Challenge, ki se je uvrstila v finale. Leta 1961 je bil sprejet v Mednarodni teniški hram slavnih.

## Finali Grand Slamov

### Posamično (1)

#### Zmage (1)
| Leto | Turnir               | Nasprotnik v finalu | Rezultat finala         |
| 1908 | Prvenstvo Avstralije | Alfred Dunlop       | 3-6, 3-6, 6-0, 6-2, 6-3 |

### Moške dvojice (11)

#### Zmage (6)
| Leto | Turnir                       | Partner             | Nasprotnika v finalu            | Rezultat finala |
| 1907 | Nacionalno prvenstvo ZDA     | Harold Hackett      | Nat Thornton Bryan M. Grant     | 6-2, 6-1, 6-1   |
| 1908 | Prvenstvo Avstralije         | Alfred Dunlop       | G. G. Sharp Anthony Wilding     | 6-3, 6-2, 6-1   |
| 1908 | Nacionalno prvenstvo ZDA (2) | Harold Hackett      | Raymond Little Beals Wright     | 6-1, 7-5, 6-2   |
| 1909 | Nacionalno prvenstvo ZDA (3) | Harold Hackett      | George Janes Maurice McLoughlin | 6-4, 6-4, 6-0   |
| 1910 | Nacionalno prvenstvo ZDA (4) | Harold Hackett      | Tom Bundy Trowridge Hendrick    | 6-1, 8-6, 6-3   |
| 1917 | Nacionalno prvenstvo ZDA (5) | Harold Throckmorton | Harry Johnson Irving Wright     | 11-9, 6-4, 6-4  |

#### Porazi (5)
| Leto | Turnir                       | Partner        | Nasprotnika v finalu           | Rezultat finala         |
| 1900 | Nacionalno prvenstvo ZDA     | Raymond Little | Dwight Davis Holcombe Ward     | 4-6, 7-9, 10-12         |
| 1905 | Nacionalno prvenstvo ZDA (2) | Harold Hackett | Holcombe Ward Beals Wright     | 4-6, 4-6, 1-6           |
| 1906 | Nacionalno prvenstvo ZDA (3) | Harold Hackett | Holcombe Ward Beals Wright     | 3-6, 6-3, 3-, 3-6       |
| 1911 | Nacionalno prvenstvo ZDA (4) | Harold Hackett | Raymond Little Gustav Touchard | 5-7, 15-13, 2-6, 4-6    |
| 1918 | Nacionalno prvenstvo ZDA (5) | Beals Wright   | Vincent Richards Bill Tilden   | 3-6, 4-6, 6-3, 6-2, 2-6 |